# Шубино (Лотошинский район)
Шубино — деревня в Лотошинском районе Московской области России.
Относится к Ошейкинскому сельскому поселению, до реформы 2006 года относилась к Ушаковскому сельскому округу. По данным Всероссийской переписи 2010 года численность постоянного населения деревни составила 26 человек (12 мужчин, 14 женщин).

## География
Расположена на правом берегу реки Ламы, примерно в 14 км к востоку от районного центра — посёлка городского типа Лотошино. Ближайшие населённые пункты — деревни Власово, Матвейково и Узорово.

## Исторические сведения
До 1929 года входила в состав Ошейкинской волости Волоколамского уезда Московской губернии.
По сведениям 1859 года Шубино — сельцо при реке Ламе, в 20 верстах от уездного города, с 18 дворами и 167 жителями (81 мужчина и 86 женщин), по данным на 1890 год число душ мужского пола деревни составляло 73.
По материалам Всесоюзной переписи населения 1926 года в деревне проживало 346 человек (154 мужчины и 192 женщины), насчитывалось 62 хозяйства.
В деревне Шубино находится братская могила советских воинов, погибших в бою у деревни в 1942 году, во время Великой Отечественной войны 1941—1945 гг.

## Население
| 1852 | 1859 | 1926 | 2002 | 2006 | 2010 |
| ---- | ---- | ---- | ---- | ---- | ---- |
| 158  | ↗167 | ↗346 | ↘19  | ↘14  | ↗26  |